# Appenzellerziege
Die Appenzellerziege ist eine Hausziege aus der Ostschweiz. Die Appenzellerziege stammt aus dem schweizerischen Appenzellerland. Sie sieht ähnlich aus wie die Saanenziege, ist aber deutlich kleiner.

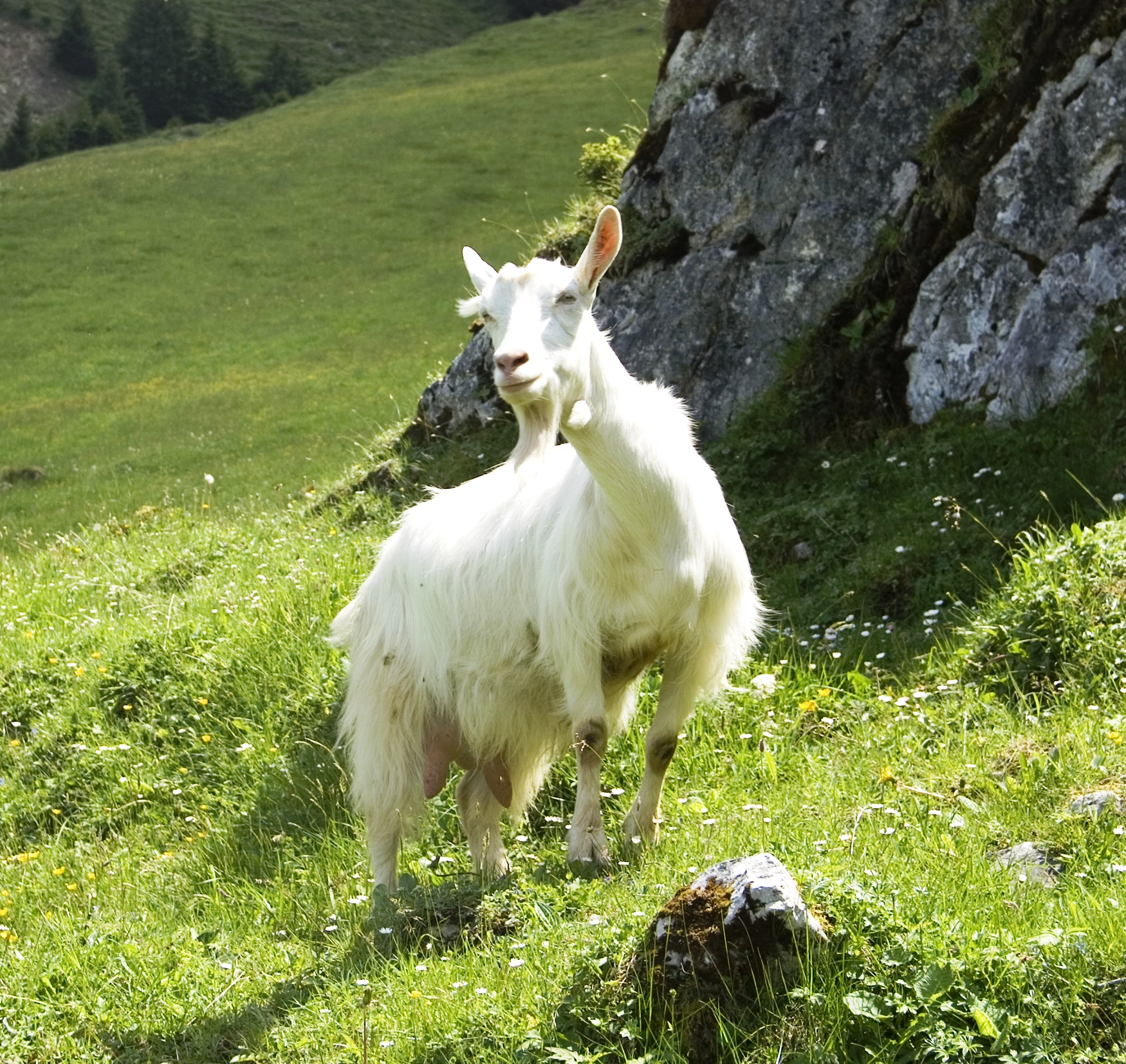
Appenzellerziege

Die Zucht begann in Innerrhoden 1902 und in Ausserrhoden um 1914. Die Widerristhöhe beträgt bei männlichen Tieren 70 bis 85 Zentimeter und bei weiblichen Tieren 70 bis 80 Zentimeter. Als Mindestgewicht gilt 65 Kilogramm bei Männchen und 45 Kilogramm bei Weibchen. Das Fell ist reinweiss und mittellang. Die meisten Tiere sind hornlos. Die Milchleistung ist gut und konstant. Die Milch wird grösstenteils zu Käse verarbeitet. Die Appenzellerziege hat auffallend breite, gut aufgehängte Euter. 
Im Appenzellerland wird der traditionelle Alpaufzug stets mit Appenzellerziegen begleitet. Ein Bub in Sennentracht führt eine Herde von etwa zwölf Tieren an. 
Die Rasse gilt als gefährdet.